# 220

220(이백이십)은 219보다 크고 221보다 작은 자연수다.

## 수학
- 합성수로, 그 약수는 총 12개다. (1, 2, 4, 5, 10, 11, 20, 22, 44, 55, 110, 220)
  - 220의 진약수의 합은 284이므로, 220은 과잉수다.
- 284와 친화수다. 220의 진약수를 모두 더하면 284가 되고, 반대로 284의 진약수를 모두 더하면 220이 된다.
- {\displaystyle 220=47+53+59+61}
  - 연속하는 네 소수(素數)의 합으로 나타낼 수 있으며, 이 성질을 지닌 앞의 수는 202, 다음 수는 240이다.
- {\displaystyle 220=2^{2}+4^{2}+6^{2}+8^{2}+10^{2}}
  - 10번째 사면체수로, 10 이하의 모든 짝수의 제곱합이다. 앞의 사면체수는 165, 다음은 286이다.
  - 연속하는 짝수 5개의 제곱합으로 나타낼 수 있는 가장 작은 수이며, 이 성질을 지닌 다음 수는 360이다.

## 과학
- NGC 220: 큰부리새자리 방향에 있는 산개성단.

## 교통

### 철도
- 서울 지하철 2호선 선릉역의 역번호.
- 부산 도시철도 2호선 부암역의 역번호.
- 대구 도시철도 2호선 계명대역의 역번호.

### 도로
- 일본 220번 국도(일본어판): 미야자키현 미야자키시에서 가고시마현 기리시마시까지 이어지는 일본의 국도.
- 현도 제220호선

## 군사
- U-220(영어판): 제2차 세계 대전에 사용된 나치 독일의 군용 잠수함.

## 문화유산
- 대한민국의 국보 제220호: 청자 상감용봉모란문 합 및 탁
- 대한민국의 보물 제220호: 영주 북지리 석조여래좌상
- 대한민국의 사적 제220호: 경주 희강왕릉

## 방송
- 스카이라이프의 tvN 스포츠 채널 번호.
- B tv의 바둑TV 채널 번호.
- U+ TV의 미국 방송인 아웃도어 채널 채널 번호.
- B tv 케이블의 BTN 불교TV 채널 번호.
- KT HCN의 붐TV 채널 번호.

## 작품
- 만화 《나루토》는 총 220부작이다.

## 기타
- 날짜: 2월 20일
- 연도: 220년, 기원전 220년
- 220년대
- 한국십진분류법에서 불교에 관한 책들이 분류되는 번호.
- 대한민국과 유럽은 전압 220볼트 전기를 사용한다.
- 현대자동차 그랜저의 HG220